# Teerk-Roo-Ra-Nationalpark
Der Teerk-Roo-Ra-Nationalpark (engl.: Teerk Roo Ra National Park) ist ein Nationalpark im Südosten des australischen Bundesstaates Queensland. Er liegt 22 Kilometer östlich von Brisbane und 4 Kilometer östlich von Cleveland auf der Insel Peel Island in der Moreton Bay.
In der Nachbarschaft liegen die Nationalparks Naree Budjong Djara, Venman Bushland, Fort Lytton, St. Helena Island und Moreton Island.

## Geschichte
Von 1874 bis in die 1890er-Jahre diente die Insel Peel Island als Quarantänestation für Leprakranke und von 1910 bis 1916 als Wohnstätte für Alkoholkranke. Im Jahre 1907 wurde auf der Insel das einzige Lepralazarett in Australien eröffnet, das sowohl Weiße als auch Aborigines aufnahm. Es war bis 1959 in Betrieb.
Der größte Teil der Insel ist heute zur Erhaltung des historischen Lazaretts für die Öffentlichkeit gesperrt. In Zukunft sollen Führungen durch das Lazarett verfügbar sein.

## Flora
Die Insel ist von Mangroven umgeben, mit Ausnahme des Sandstrandes in der hufeisenförmigen Bucht im Süden. Im Inneren der Insel wachsen Eukalyptusbäume der Spezies Scribbly Gum (Eucalyptus signata).

## Einrichtungen und Zufahrt
Wildes Zelten ist nur in der Horseshoe Bay und der Platypus Bay im Süden der Insel gestattet. Der Rest der Insel darf nicht betreten werden.
Die beiden Buchten sind nur mit privaten Boden aus erreichbar.